# Distrito de Montargis
El distrito de Montargis es un distrito (en francés arrondissement) de Francia, que se localiza en el departamento del Loiret, en la región Centro (en francés Centre). Cuenta con 12 cantones y 126 comunas.

## División territorial

### Cantones
Los cantones del distrito de Montargis son:
1. Cantón de Amilly
2. Cantón de Bellegarde
3. Cantón de Briare
4. Cantón de Châlette-sur-Loing
5. Cantón de Château-Renard
6. Cantón de Châtillon-Coligny
7. Cantón de Châtillon-sur-Loire
8. Courtenay
9. Cantón de Ferrières-en-Gâtinais
10. Cantón de Gien
11. Cantón de Lorris
12. Cantón de Montargis

### Comunas
| 1. Adon (45001)                         | 2. Aillant-sur-Milleron (45002)          | 3. Amilly (45004)                      | 4. Autry-le-Châtel (45016)           |
| 5. Auvilliers-en-Gâtinais (45017)       | 6. Batilly-en-Puisaye (45023)            | 7. Bazoches-sur-le-Betz (45026)        | 8. Beauchamps-sur-Huillard (45027)   |
| 9. Beaulieu-sur-Loire (45029)           | 10. Bellegarde (45031)                   | 11. Le Bignon-Mirabeau (45032)         | 12. Boismorand (45036)               |
| 13. Bonny-sur-Loire (45040)             | 14. Breteau (45052)                      | 15. Briare (45053)                     | 16. La Bussière (45060)              |
| 17. Cepoy (45061)                       | 18. Cernoy-en-Berry (45064)              | 19. Chailly-en-Gâtinais (45066)        | 20. Champoulet (45070)               |
| 21. Chantecoq (45073)                   | 22. La Chapelle-Saint-Sépulcre (45076)   | 23. La Chapelle-sur-Aveyron (45077)    | 24. Chapelon (45078)                 |
| 25. Le Charme (45079)                   | 26. Chevannes (45091)                    | 27. Chevillon-sur-Huillard (45092)     | 28. Chevry-sous-le-Bignon (45094)    |
| 29. Les Choux (45096)                   | 30. Chuelles (45097)                     | 31. Châlette-sur-Loing (45068)         | 32. Château-Renard (45083)           |
| 33. Châtillon-Coligny (45085)           | 34. Châtillon-sur-Loire (45087)          | 35. Conflans-sur-Loing (45102)         | 36. Corbeilles (45103)               |
| 37. Corquilleroy (45104)                | 38. Cortrat (45105)                      | 39. Coudroy (45107)                    | 40. Coullons (45108)                 |
| 41. La Cour-Marigny (45112)             | 42. Courtemaux (45113)                   | 43. Courtempierre (45114)              | 44. Courtenay (45115)                |
| 45. Dammarie-en-Puisaye (45120)         | 46. Dammarie-sur-Loing (45121)           | 47. Dordives (45127)                   | 48. Douchy (45129)                   |
| 49. Ervauville (45136)                  | 50. Escrignelles (45138)                 | 51. Faverelles (45141)                 | 52. Feins-en-Gâtinais (45143)        |
| 53. Ferrières-en-Gâtinais (45145)       | 54. Fontenay-sur-Loing (45148)           | 55. Foucherolles (45149)               | 56. Fréville-du-Gâtinais (45150)     |
| 57. Gien (45155)                        | 58. Girolles (45156)                     | 59. Gondreville (45158)                | 60. Griselles (45161)                |
| 61. Gy-les-Nonains (45165)              | 62. Ladon (45178)                        | 63. Langesse (45180)                   | 64. Lombreuil (45185)                |
| 65. Lorris (45187)                      | 66. Louzouer (45189)                     | 67. Melleroy (45199)                   | 68. Mignerette (45207)               |
| 69. Mignères (45206)                    | 70. Montargis (45208)                    | 71. Montbouy (45210)                   | 72. Montcorbon (45211)               |
| 73. Montcresson (45212)                 | 74. Montereau (45213)                    | 75. Mormant-sur-Vernisson (45216)      | 76. Le Moulinet-sur-Solin (45218)    |
| 77. Moulon (45219)                      | 78. Mérinville (45201)                   | 79. Mézières-en-Gâtinais (45205)       | 80. Nargis (45222)                   |
| 81. Nesploy (45223)                     | 82. Nevoy (45227)                        | 83. Nogent-sur-Vernisson (45229)       | 84. Noyers (45230)                   |
| 85. Ousson-sur-Loire (45238)            | 86. Oussoy-en-Gâtinais (45239)           | 87. Ouzouer-des-Champs (45242)         | 88. Ouzouer-sous-Bellegarde (45243)  |
| 89. Ouzouer-sur-Trézée (45245)          | 90. Pannes (45247)                       | 91. Paucourt (45249)                   | 92. Pers-en-Gâtinais (45250)         |
| 93. Pierrefitte-ès-Bois (45251)         | 94. Poilly-lez-Gien (45254)              | 95. Presnoy (45256)                    | 96. Pressigny-les-Pins (45257)       |
| 97. Préfontaines (45255)                | 98. Quiers-sur-Bézonde (45259)           | 99. Rozoy-le-Vieil (45265)             | 100. Saint-Brisson-sur-Loire (45271) |
| 101. Saint-Firmin-des-Bois (45275)      | 102. Saint-Firmin-sur-Loire (45276)      | 103. Saint-Germain-des-Prés (45279)    | 104. Saint-Gondon (45280)            |
| 105. Saint-Hilaire-les-Andrésis (45281) | 106. Saint-Hilaire-sur-Puiseaux (45283)  | 107. Saint-Loup-de-Gonois (45287)      | 108. Saint-Martin-sur-Ocre (45291)   |
| 109. Saint-Maurice-sur-Aveyron (45292)  | 110. Saint-Maurice-sur-Fessard (45293)   | 111. Sainte-Geneviève-des-Bois (45278) | 112. Sceaux-du-Gâtinais (45303)      |
| 113. La Selle-en-Hermoy (45306)         | 114. La Selle-sur-le-Bied (45307)        | 115. Solterre (45312)                  | 116. Thimory (45321)                 |
| 117. Thorailles (45322)                 | 118. Thou (45323)                        | 119. Treilles-en-Gâtinais (45328)      | 120. Triguères (45329)               |
| 121. Varennes-Changy (45332)            | 122. Vieilles-Maisons-sur-Joudry (45334) | 123. Villemandeur (45338)              | 124. Villemoutiers (45339)           |
| 125. Villevoques (45343)                | 126. Vimory (45345)                      |                                        |                                      |